# Hypocarea
Hypocarea is een geslacht van vlinders van de familie visstaartjes (Nolidae), uit de onderfamilie Chloephorinae.

## Soorten
- H. conspicua Leech, 1900